# Спомени (Ефрем Каранов)
„Спомени“ e книга от Ефрем Каранов – виден български историк и фолклорист. Книгата съдържа ценни сведения за историята на Кратово и Кратовско. Издадена е в София през 1979 година.
Каранов започва да подготвя книгата след оттеглянето си от обществения живот през 20-те години, но поради напредналата му болест са завършени само тези за ранните му години и ученичеството му в Цариград до заминаването му на учение в Одеса. Ръкописът започва с описание на Кратовско, живота и бита на българите в Кратово и околията от 50-те години на XIX век. Дава ценни сведения за българското просветно дело и живота на българите в Цариград. Издадена е в 1979 година в София.